# Südpark (Solingen)

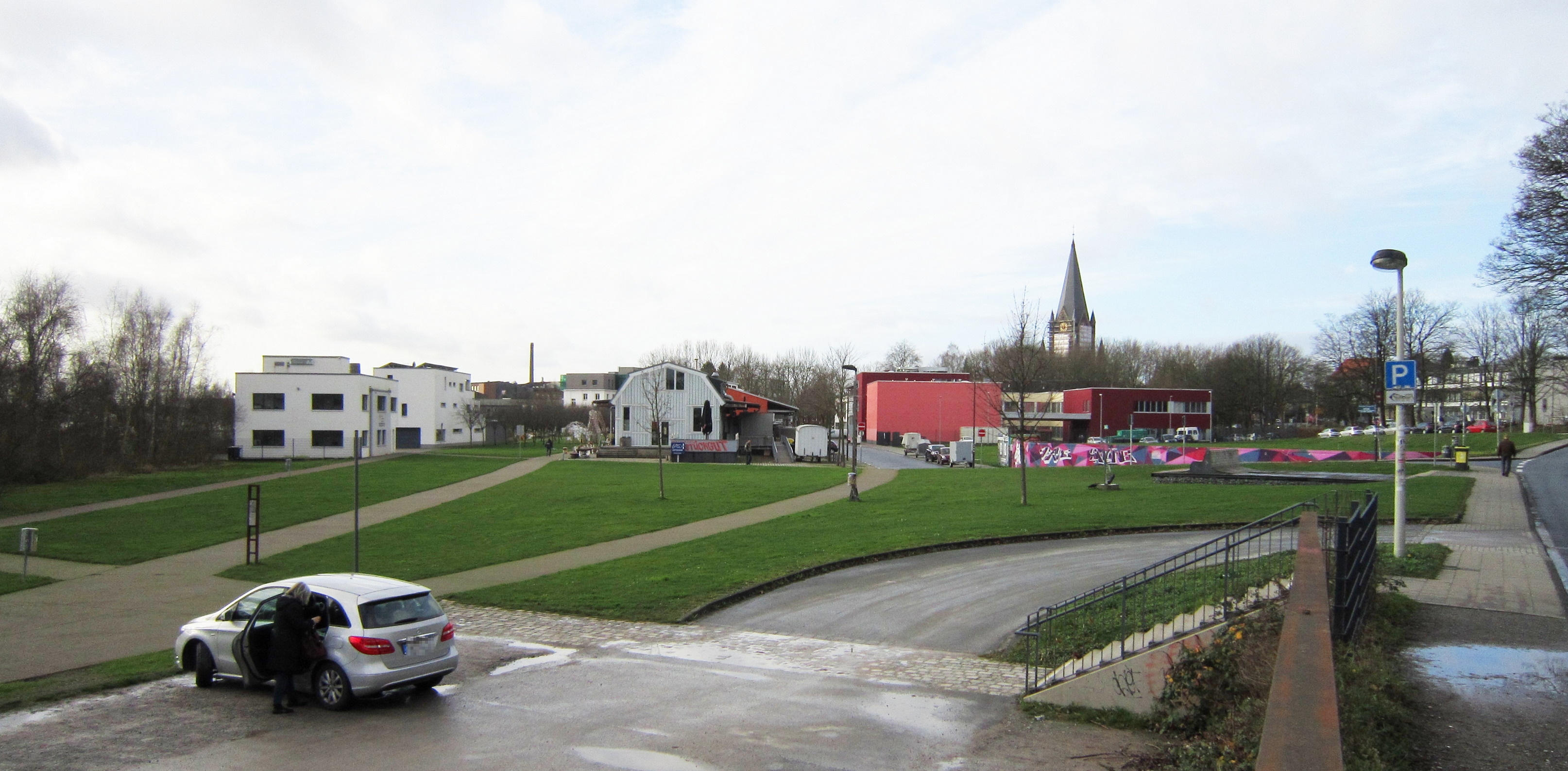
Südpark

Der Südpark ist die zentrale Parkanlage in der südlichen Innenstadt der bergischen Großstadt Solingen. Er befindet sich im Wesentlichen auf dem Gelände alten Hauptbahnhofs und erhielt seine heutige Gestaltung im Rahmen der Regionale 2006. Im Südpark beginnt die Korkenziehertrasse, die als Radwanderweg mit einer Streckenlänge von rund 15 Kilometern den Park mit dem Stadtteil Gräfrath im Norden verbindet. Kulturelles Zentrum des Südparks sind die zu Künstlerateliers umgebauten, ehemaligen Güterhallen sowie das Produktfälschungen aller Art präsentierende Museum Plagiarius.
Der Südpark wurde im April 2008 mit dem Landschaftsarchitekturpreis Nordrhein-Westfalen ausgezeichnet.

## Lage
Der Südpark erstreckt sich von der Lutherkirche, dem Zwillingswerk und dem Haltepunkt Grünewald im Westen bis hin zum neuen Bahnhof Mitte im Osten. Im Norden wird er durch die Bundesstraße 229 und dem ehemaligen Fabrikgelände von Kieserling & Albrecht begrenzt, im Süden bilden die Eisenbahnschienen der Strecke Solingen–Remscheid die Grenze des Südparks und der Stadtteile Mitte und Höhscheid.

## Geschichte
Die Geschichte des Südparks ist untrennbar mit der des alten Hauptbahnhofes verbunden. Das weitläufige Gelände um den als Bahnhof Solingen Süd im Jahre 1890 eröffneten Bahnhof wurde von Beginn an für logistische Zwecke genutzt. Beinahe rund um den Bahnhof herum hatten sich Industrieunternehmen angesiedelt, die von der Nähe zur Schiene profitierten. Die Güterhallen entstanden als Lagerfläche für die beförderte Fracht. Erst 1913 erhielt der Bahnhof den Namen Hauptbahnhof.
Nach der Einstellung des Personenverkehrs auf der Korkenzieherbahn nach Wuppertal-Vohwinkel verlor der Bahnhof nach und nach an Bedeutung, was auch auf seine abgelegene Lage zwischen den Stadtteilzentren zurückzuführen ist. Als Auswirkung der Deindustrialisierung nahm die Anzahl der Industrieunternehmen in der Nachbarschaft des Bahnhofes ab und mit ihr auch die beförderte Fracht im Güterverkehr. 1995 schließlich wurde die Korkenzieherbahn zwischen Solingen-Wald und dem Hauptbahnhof eingestellt. Neben den Güterhallen, die ungenutzt blieben, verfiel im Laufe der Zeit auch das Hauptgebäude des Bahnhofes.
Zu Beginn der 2000er Jahre wurde als Gemeinschaftsprojekt der Städte Wuppertal, Remscheid und Solingen die Regionale 2006 geplant. Das wichtigste in Solingen umgesetzte Projekt sollte die Erneuerung der südlichen Innenstadt darstellen, mit der Neugestaltung der Flächen um den alten Hauptbahnhof. Für diese Zwecke wurde die Sanierungsgesellschaft Südliche Innenstadt durch die Stadt Solingen gegründet. Das zum Schandfleck verkommene Bahnhofsgebäude wurde mitsamt der Fahrgastbrücke restauriert und umgestaltet. Heute sind dort unter anderem das Forum Produktdesign und ein Restaurant untergebracht. Die Güterhallen wurden kernsaniert und zu Künstlerateliers samt Wohnungen umgebaut. Die Freiflächen wurden begrünt und durch Sitzmöbel ergänzt. Im Osten wurden ein Bolzplatz sowie eine Halfpipe errichtet. Am 1. April 2007 eröffnete das Museum Plagiarius im Kopfbau der restaurierten Güterhallen. In der Folgezeit entstanden auch Neubauten um die alten Güterhallen, etwa an der Alexander-Coppel-Straße, an der unter anderem eine ambulante Klinik ihren Sitz hat. 2013 gründete sich die Interessengemeinschaft Wir im Südpark Solingen, die sich zum Ziel gesetzt hat, durch gemeinsame Projekte den Standort zu stärken.

## Bestandteile

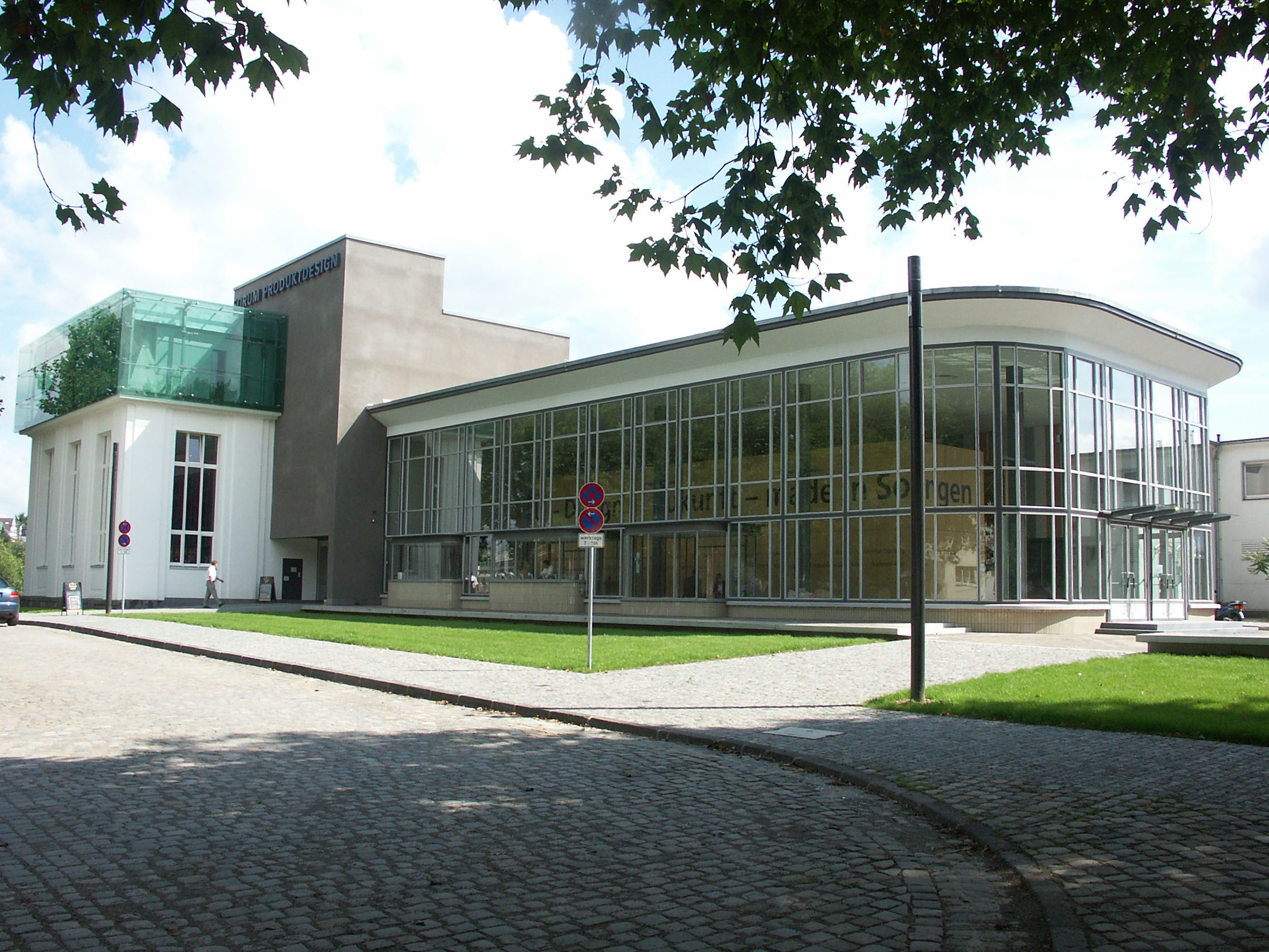
Forum Produktdesign

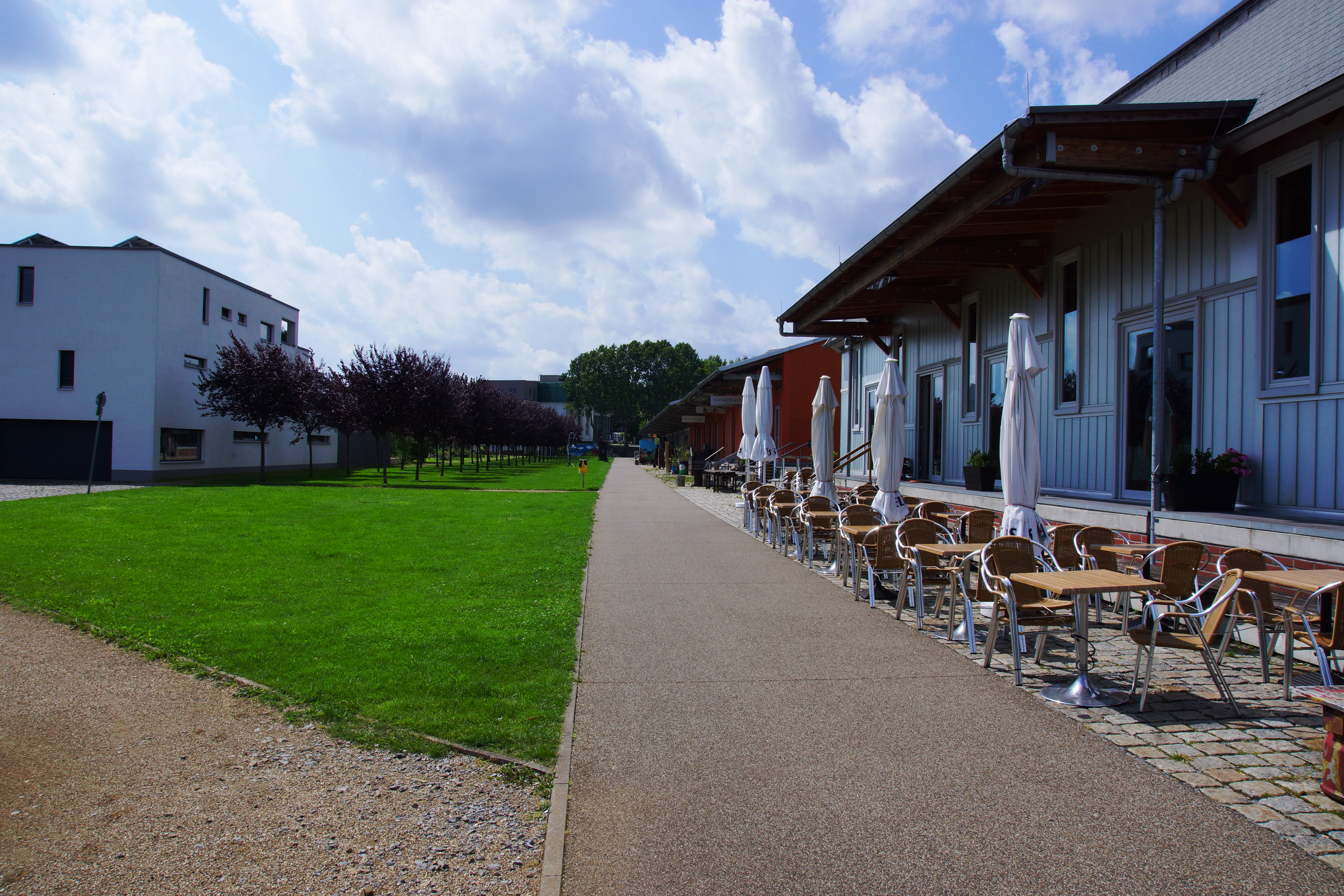
Güterhallen im Südpark

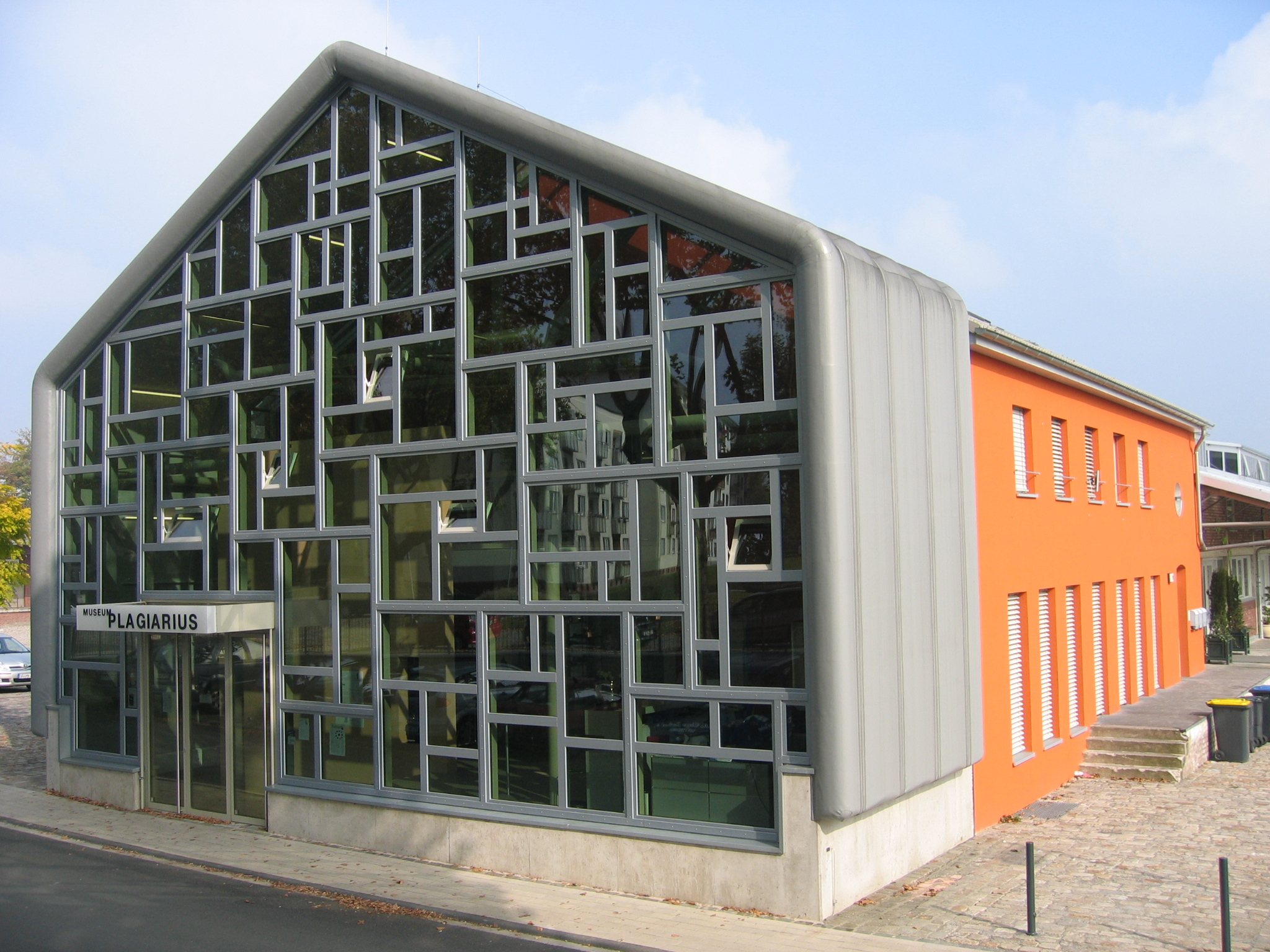
Museum Plagiarius

### Forum Produktdesign
Das restaurierte Bahnhofsempfangsgebäude, das im Zweiten Weltkrieg weitgehend zerstört und darum heute nur noch aus einem kleinen Altbauteil und einer Wartehalle aus den 1950er Jahren besteht, fungiert als Forum Produktdesign. Es beinhaltet das Institut für Produkt-Innovationen der Bergischen Universität Wuppertal, den Lehrstuhl für Neue Fertigungstechnologien und Werkstoffe der Bergischen Universität sowie ein Schneidwarenkontor. Ziel des 2006 gegründeten Forums Produktdesign ist es, einen Ort zu schaffen, an dem die Marke Solingen als Qualitätsgarant für hochwertige Schneidwaren erlebbar wird. Die alte Wartehalle dient überdies als Veranstaltungsort.

### Güterhallen
Die zuletzt völlig heruntergekommenen Lagerhallen an dem vormals Lagerstraße genannten Verbindungsweg zwischen dem Birkenweiher und der Brühler Straße bilden nach ihrer Kernsanierung heute attraktiven Wohnraum und gleichermaßen Ateliers für eine Reihe von Künstlern. Im freistehenden Gebäude am einen Ende befindet sich ein Restaurant. Im März 2007 zogen die Artothek und die Galerie SK aus dem Kunstmuseum Solingen im ehemaligen Rathaus Gräfrath in größere, hellere Räume in die Güterhallen.

### Museum Plagiarius
Das Museum Plagiarius befindet sich im Kopfbau der Güterhallen. Als wohl einziges Museum gegen Produktfälschungen zeigt es mehrere hundert Verbraucherprodukte wie etwa Taschentücher oder Parfüms sowie deren Plagiate.

### Eissporthalle
Nach diversen Streitigkeiten in der Lokalpolitik wurde am 15. Dezember 1979 an der Birker Straße die Eissporthalle in Betrieb genommen. Seit einigen Jahren befindet sich die Halle in Trägerschaft der Solinger Lebenshilfe. In den Wintermonaten von September bis April wird die Multifunktionshalle als Eissporthalle genutzt. Die 10.000 Quadratmeter große Halle wird den Sommer über von diversen Veranstaltern genutzt, so findet dann etwa die Solingen-Messe dort statt.

### Spielmöglichkeiten und Urban Gardening
Bei der Gestaltung der Grünanlagen im Westen wurden zwischen der Kölner Straße und dem ehemaligen Bahnhofsvorplatz die vier Themengärten Inseln, Wald, Dorf und Sand/Steine als Spielplätze für Kinder und Jugendliche angelegt. Im Osten entstanden südlich der Eissporthalle ein Ballspielplatz und ein Rollfeld als Spielmöglichkeiten. 2013 legte die Solinger Urban Gardening-Initiative Scharfe Gärten auf einer von der Stadt zur Verfügung gestellten Fläche südlich der Güterhallen einen öffentlich zugänglichen Garten an. Benachbarte Künstler halfen bei der Gestaltung des Gartens. Auch Bienenstöcke wurden aufgestellt.

### Gewerbeansiedlung
Die Sanierungsgesellschaft Südliche Innenstadt Solingen GmbH & Co. KG vermarktete auch die Gewerbeflächen im Südpark, bevor sie Mitte 2011 ihre operative Arbeit einstellte. Nach dem Verkauf des alten Zollamtes an einen privaten Investor wurde 2008 das erste Wohn- und Bürogebäude zwischen den alten Güterhallen und den Bahngleisen neu gebaut. Es folgte direkt daneben 2010 ein weiteres neues Bürogebäude. Im gleichen Jahr wurde an der Alexander-Coppel-Straße in einem Neubau der Lebenshilfe Solingen eine Werkstatt für psychisch Behinderte in Betrieb genommen. Im September 2012 eröffnete direkt daneben eine neu gebaute private Klinik. 2015 wurde der Neubau eines Fahrradhändlers am Tor zum Südpark an der Bundesstraße 229 begonnen, der 2016 fertiggestellt wurde.